# Serra de les Medes
La Serra de les Medes és una serra situada al municipi de les Planes d'Hostoles a la comarca de la Garrotxa, amb una elevació màxima de 887 metres.